# Zámecký park (Opočno)
Zámecký park v Opočně je park anglického typu nacházející se v katastru Opočna v okrese Rychnov nad Kněžnou a rozkládající u opočenského zámku v údolí Zlatého potoka. Zřízen byl v roce 1816 Rudolfem Josefem Colloredo-Mansfeldem. Skládá se ze čtyři částí s různými klimatickými poměry. Část parku je součástí přírodní památky Opočno.

## Historie
Plocha, kde se park v současnosti nachází byla využívána již v období, kdy opočenský zámek a přilehlé panství vlastnil rod Trčků z Lípy. Prostor údolí Zlatého potoka původně patřil k oboře založené již v 16. století. Nacházely se v něm spíše technické prostory, např. palírny či pastviny pro dobytek, v horní části potom tzv. kořenná zahrada či pícky pro destilaci léčivých vod, např. polejové, heřmánkové či levandulové. Od roku 1740 se zde nacházela zahrada, a to jak užitná, tak okrasná. Pěstovaly se zde meruňky či broskvoně, ve sklenících pak citrusoviny. Spodní část sloužila v první polovině 18. století krátkodobě k pěstování černé zvěře a soustava rybníčků jako sádky pro pěstování ryb a želv.
Kolem roku 1816 zahájil podle projektu J. Exnera tehdejší majitel panství Rudolf Josef Colloredo-Mansfeld přestavbu celého prostoru údolí, a to z francouzského parku na park anglického (krajinářského) typu. Užitkové zahrady před letohrádkem byly upraveny jako park a květinová zahrady, skleníky začaly sloužit už jen pro pěstování okrasných druhů rostlin. Přestavba byla dokončena v roce 1812. Další rozsáhlou úpravou park prošel v roce 1868. V roce 1945 byl park spolu se zámkem zestátněn.

## Členění

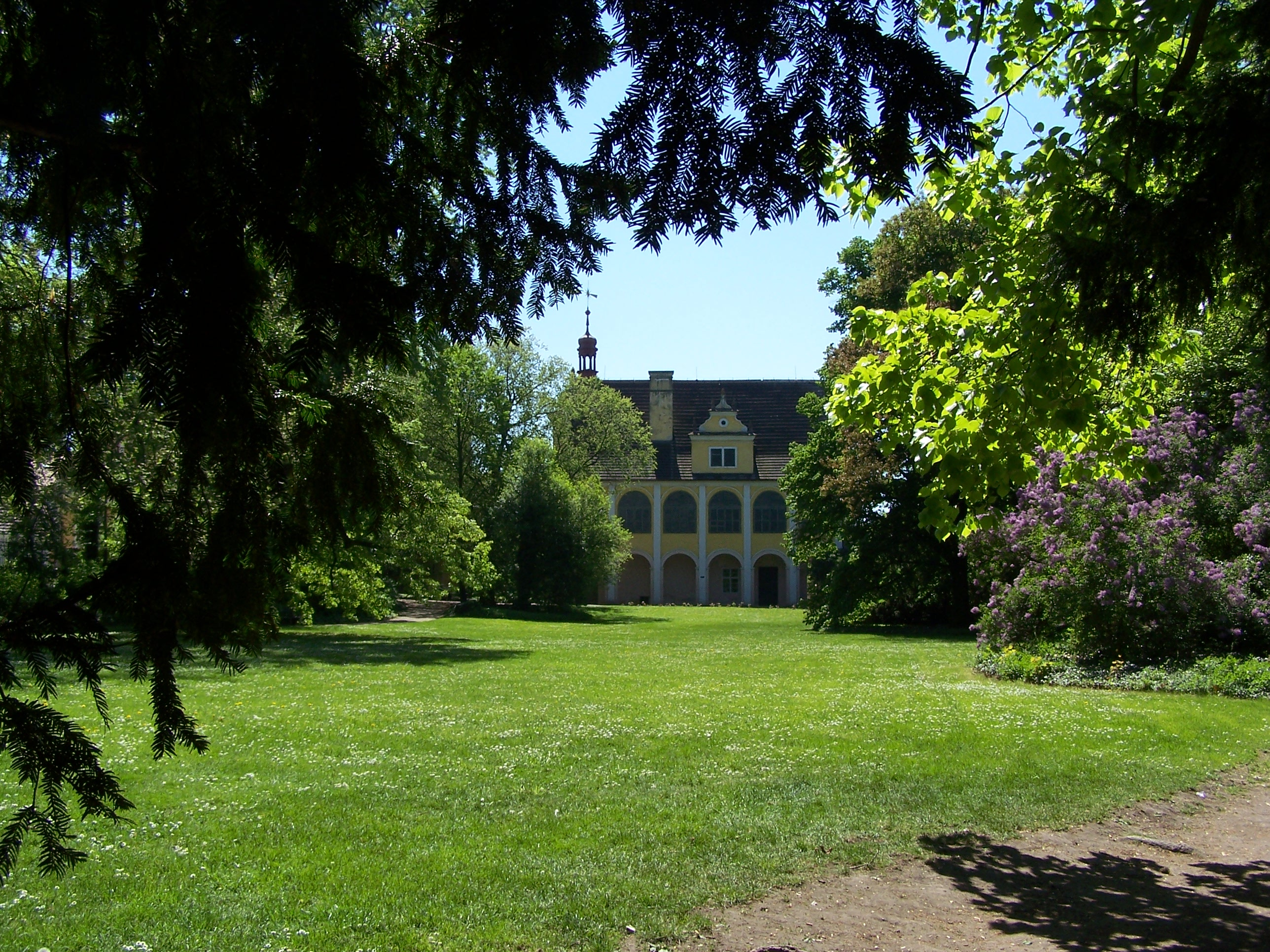
Pohled na letohrádek v horní části parku

Celková rozloha činí 19,5 ha včetně 1,8 ha vodních ploch. Park se dělí na dvě základní části: horní část a dolní část, oddělené nadmořskou výškou. Tyto dvě části se poté dělí na čtyři části s odlišnými klimatickými podmínkami:
- horní, rovinatá část v okolí letohrádku, vhodná pro exotické dřeviny
- jižní svah s teplým, slunným mikroklimatem
- severní, stinný svah s chladnějším a vlhčím mikroklimatem
- dno údolí ovlivněné vodní hladinou rybníků napájených Zlatým potokem

Horní a dolní část je propojena několika cestami.

## Rostlinstvo
Na konci 19. století se v parku nacházelo 350 taxonů dřevin, v roce 1984 zde bylo napočítáno 40 taxonů jehličnanů a 120 listnáčů. Nacházejí se zde jak druhy evropské, tak i asijské a severoamerické.

### Horní část
Jedná se o nejintenzivněji parkově upravenou část. Mikroklima je zde vhodné zejména pro pěstování vzácných dřevin. Půda je dlouhodobě zahradnicky obdělávaná a porost je částečně chráněn před městskou zástavbou. Nachází se zde např. lípa velkolistá, lípa maloasijská, líska turecká, buk lesní, jírovec maďal, smrk východní, cypřišek nutkajský, platan javorolistý, liliovník tulipánokvětý, jinan dvoulaločný, zerav japonský, z keřovin je to například tis červený, katalpa vejčitá, jabloň obecná Niedzwetkova, kalina vrásčitolistá, dřezovec trojtrnný, břestovec západní, cesmína ostrolistá a další, z rostlin např. japonské sasanky, dymnivka dutá, snědek chocholičnatý, sněženka podsněžník, či barvínek menší.
Pod tzv. Kaštanovou vyhlídkou, ze které se otevírá pohled na Orlickou tabuli a Krkonoše, se nachází alpinum s mandloní nízkou, zakrslým smrkem a dalšími dřevinami. Jedinou vodní plochou v horní části parku je bazének u skleníku s lekníny s na břehu se nacházejícími růžovcem bělokvětým, zákulou japonskou a dalšími keři.

### Jižní svah
Jižní svah, navazující na zámecký komplex je pozvolný a díky slunnému mikroklimatu se zde daří javorům, jasanům, bukům, dubům a jírovcům, z křovin je to svída, z bylin dymnivka, plicník, zapalice či tulipán lesní.

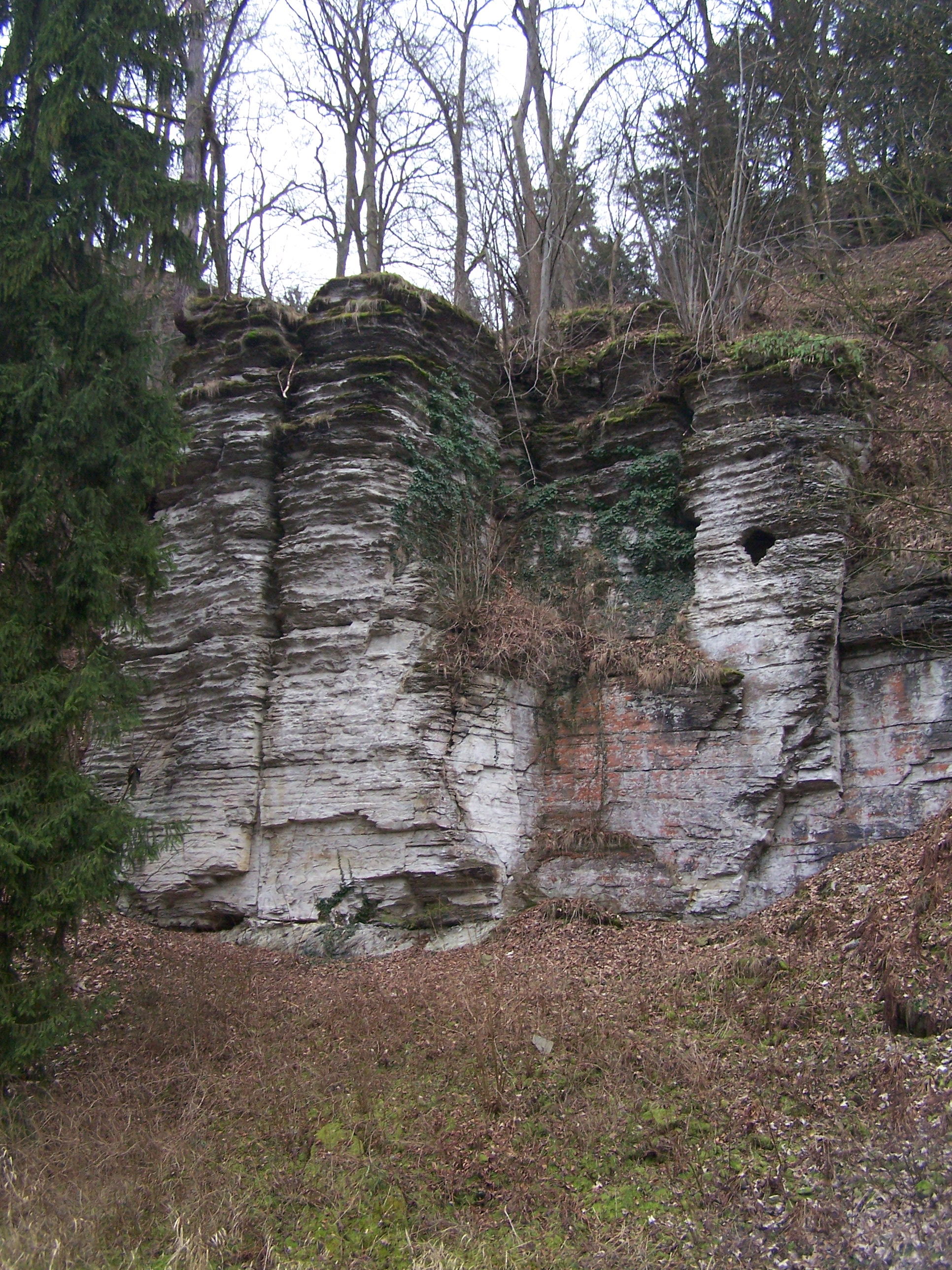
Zbytky opukových skal na jižní straně

### Severní svah
Na severním svahu se nachází zbytky tzv. suťového lesa. Díky chladnějšímu a vlhčímu mikroklimatu se zde daří modřínům, tisům, smrkům, habrům a v horní části (tzv. starý park) přiléhající k oboře rostou kaštany. Opukové skály (spongilitický slínovec) jsou pokryté kapradinami a mechem, daří se zde břečťanu.

### Údolní část
Údolní niva je tvořena dvěma rybníky a dominující vodní hladinou. Díky vlhkosti a tepelné inverzi se zde daří např. metasekvojím, daří se zde ale i vlhkomilným a mokřadným rostlinám. Podél Zlatého potoka, který údolím protéká se nacházejí vlhké louky.

## Architektura

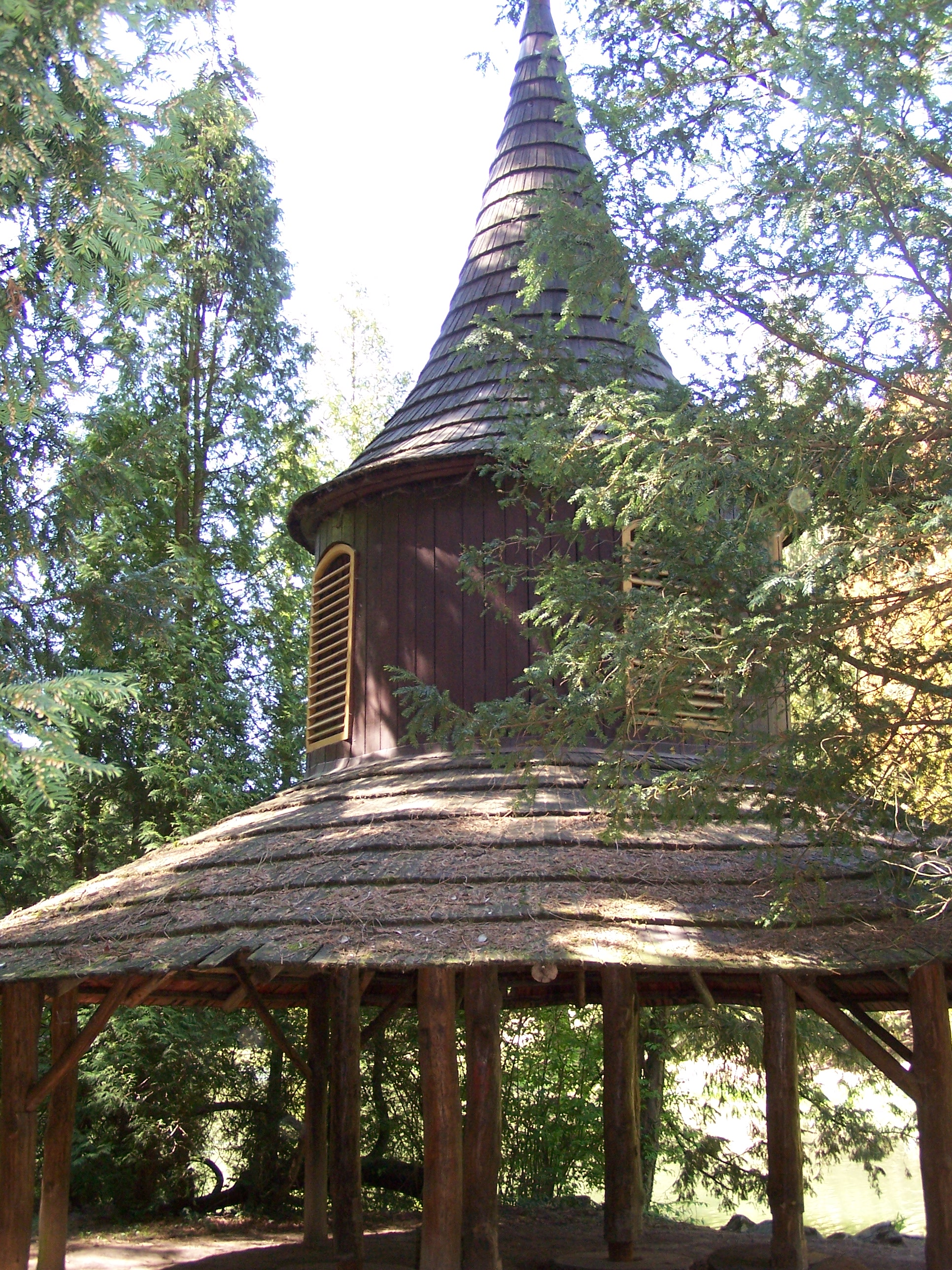
Altán v japonském stylu

Horní části dominuje renesančně-empírová stavba letohrádku. Další dominantu tvoří empírový palmový skleník z roku 1820 sloužící stále svému účelu. Ve spodní části se nachází altán v japonském stylu, mostky a několik vyhlídek.

## Vodstvo
Údolím parku protéká ze západu na východ Zlatý potok napájený z rybníka Broumar. V parku Zlatý potok napájí dva rybníky, nacházejí se zde tři malé vodopády, nachází se zde i pramen pitné vody.

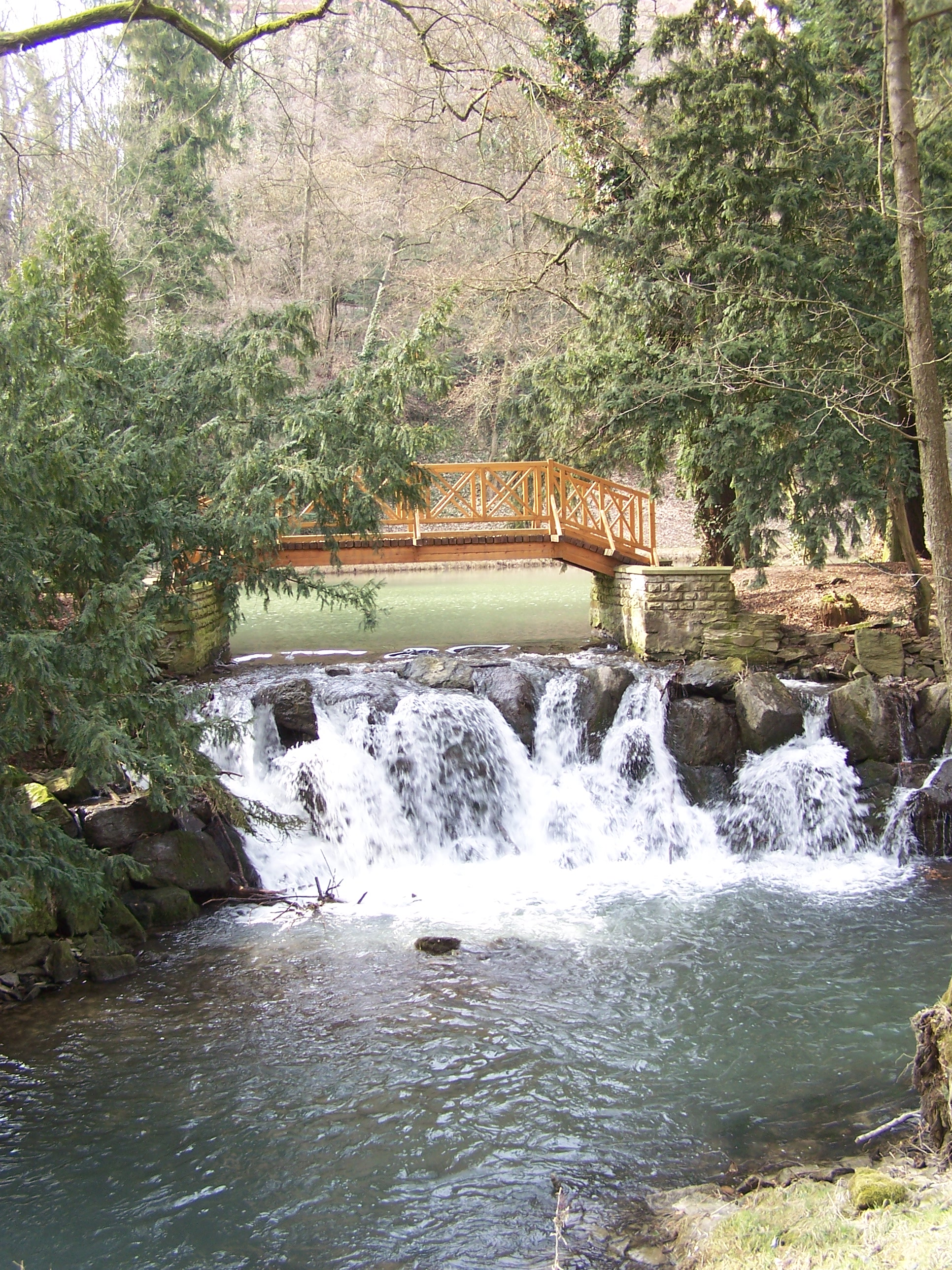
Vodopád v parku

## Živočichové
V parku se nacházejí například vřetenovka rovnoústá či skalnice slepá, z obratlovců jsou to zejména ptáci, labuť velká, slípka zelenonohá, brhlík lesní či chřástal vodní.

## Současnost
V současnosti je zámecký park volně přístupný s výjimkou zimního období, kdy je spodní část parku z bezpečnostních důvodů uzavřena. Do horní části se dá vstoupit dvěma vchody (jeden je ale trvale uzavřen), do dolní části jsou vstupy ze zámku a z městské části Švamberk. Částečný přístup je možný i technickým vstupem. Park je prohlášen přírodní památkou a evropsky významnou lokalitou.

## Galerie

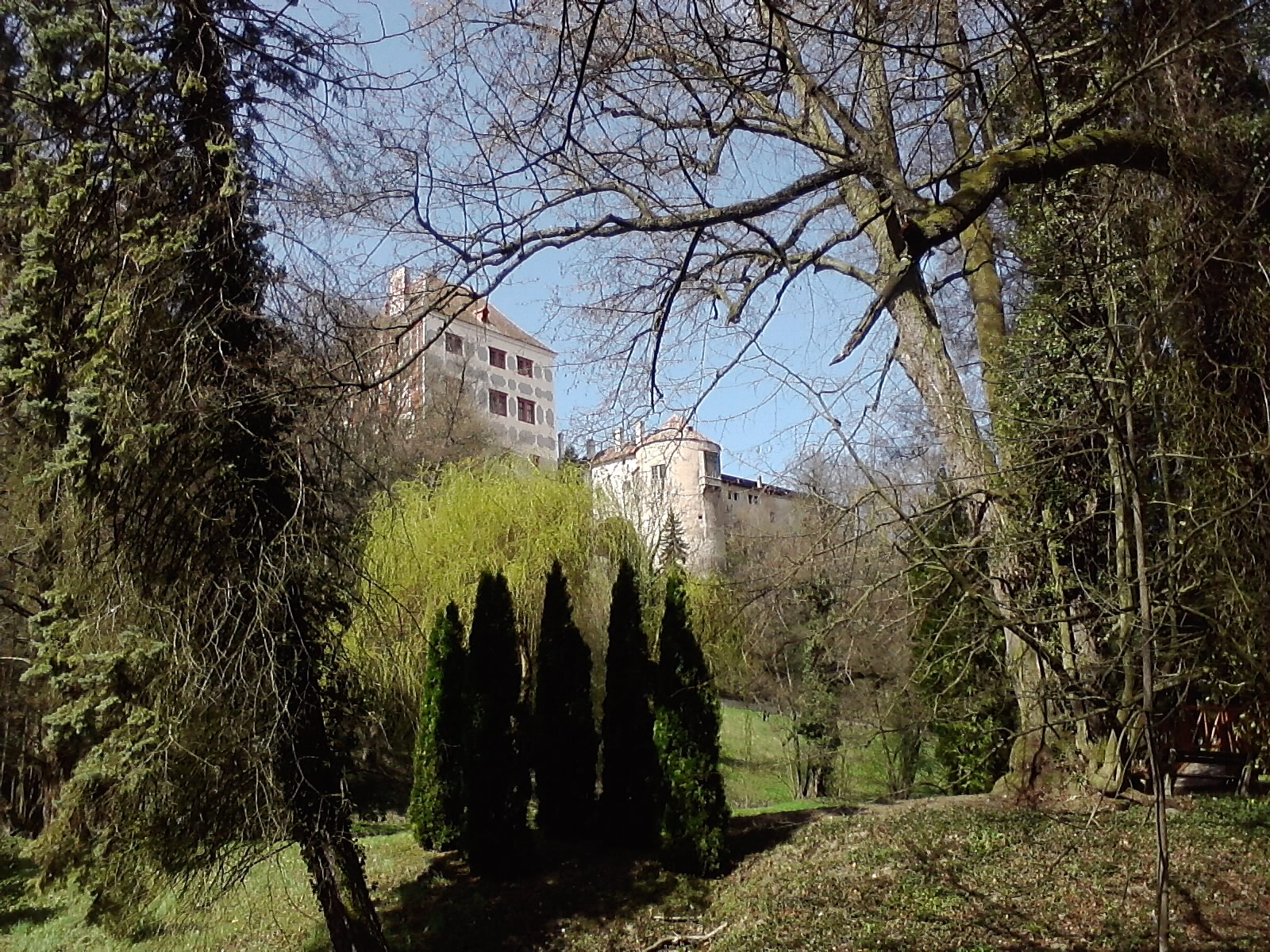
Pohled na zámek z parku
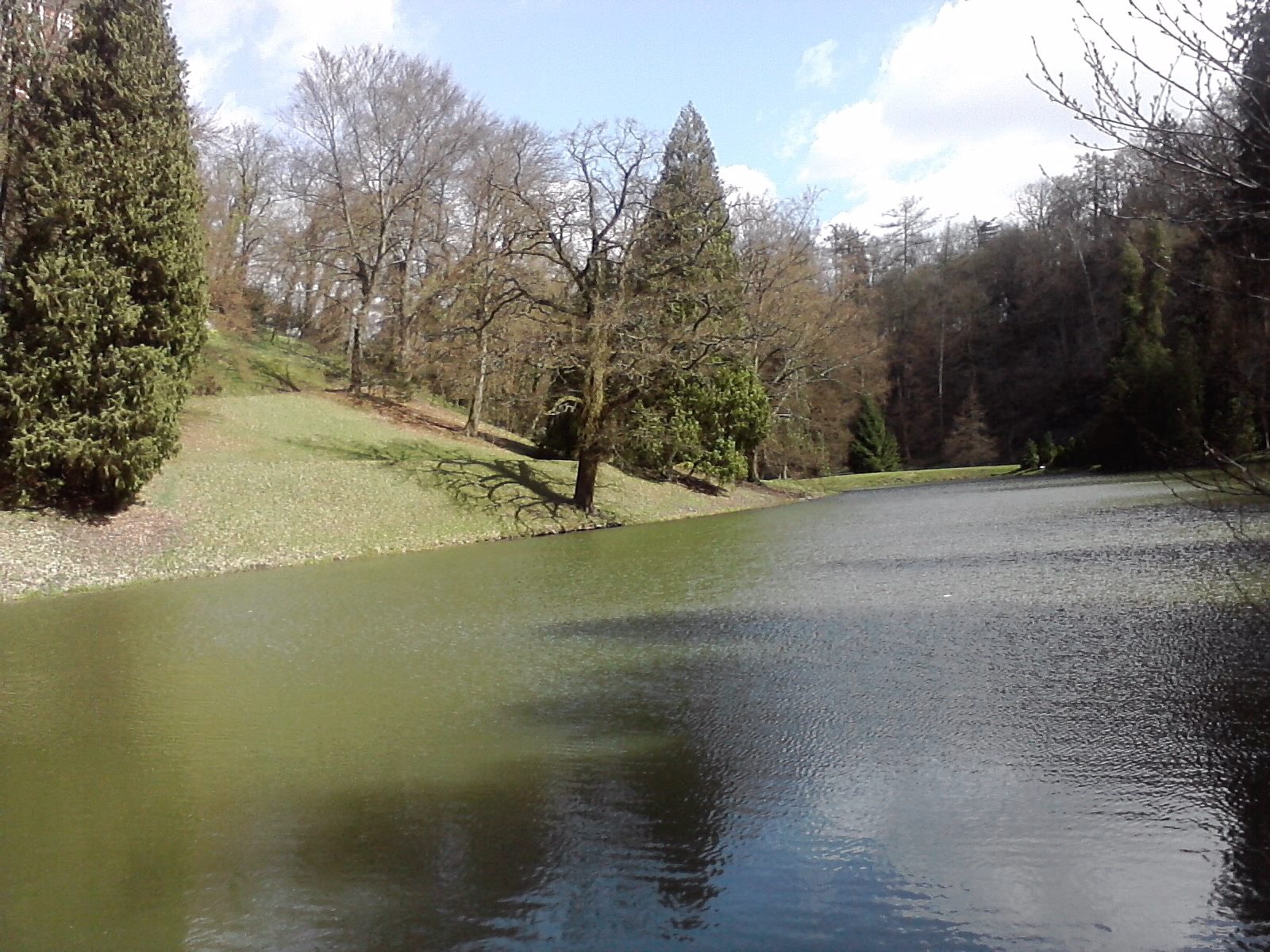
Pohled na spodní rybník
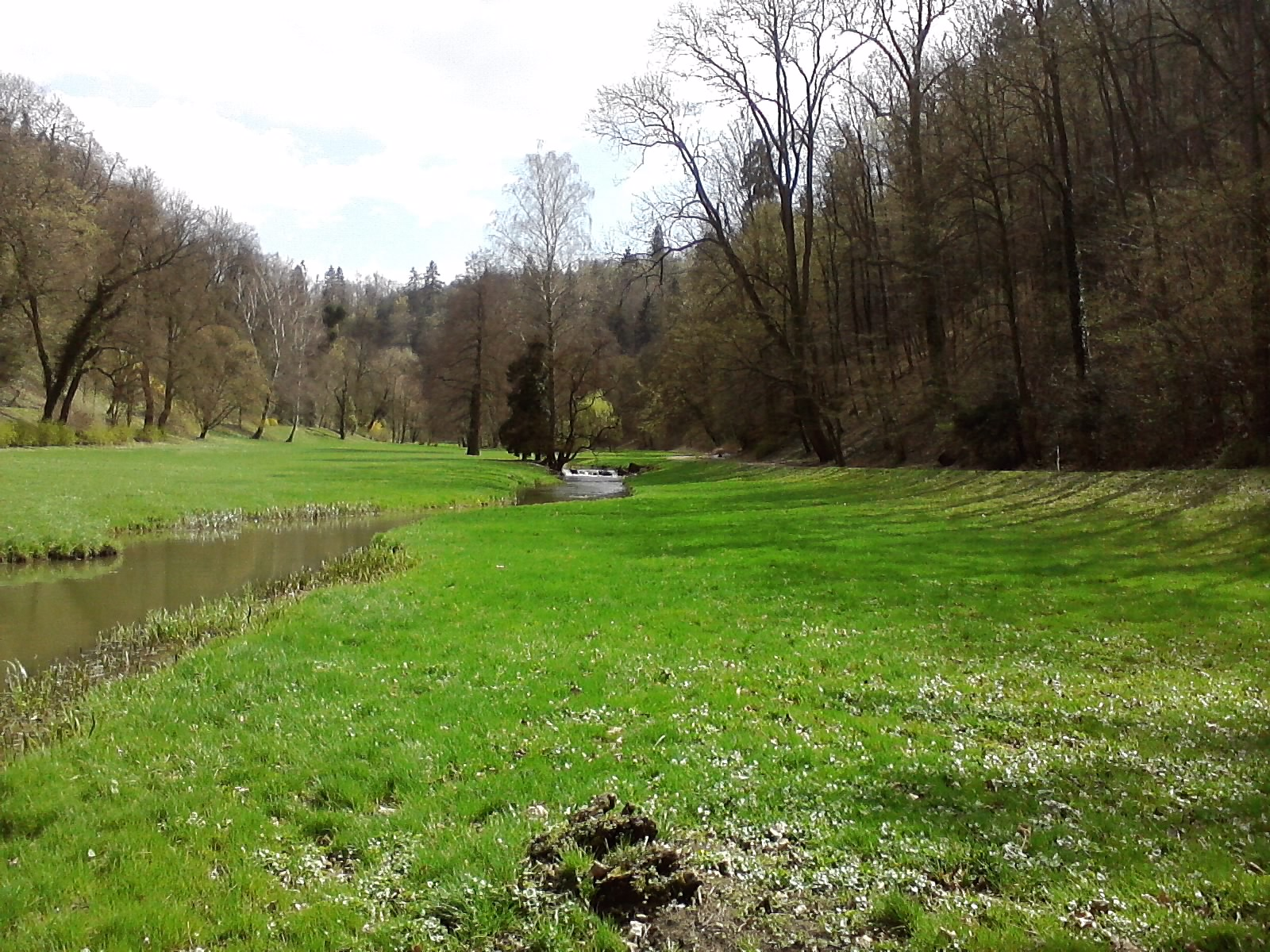
Pohled na louku podél Zlatého potoka
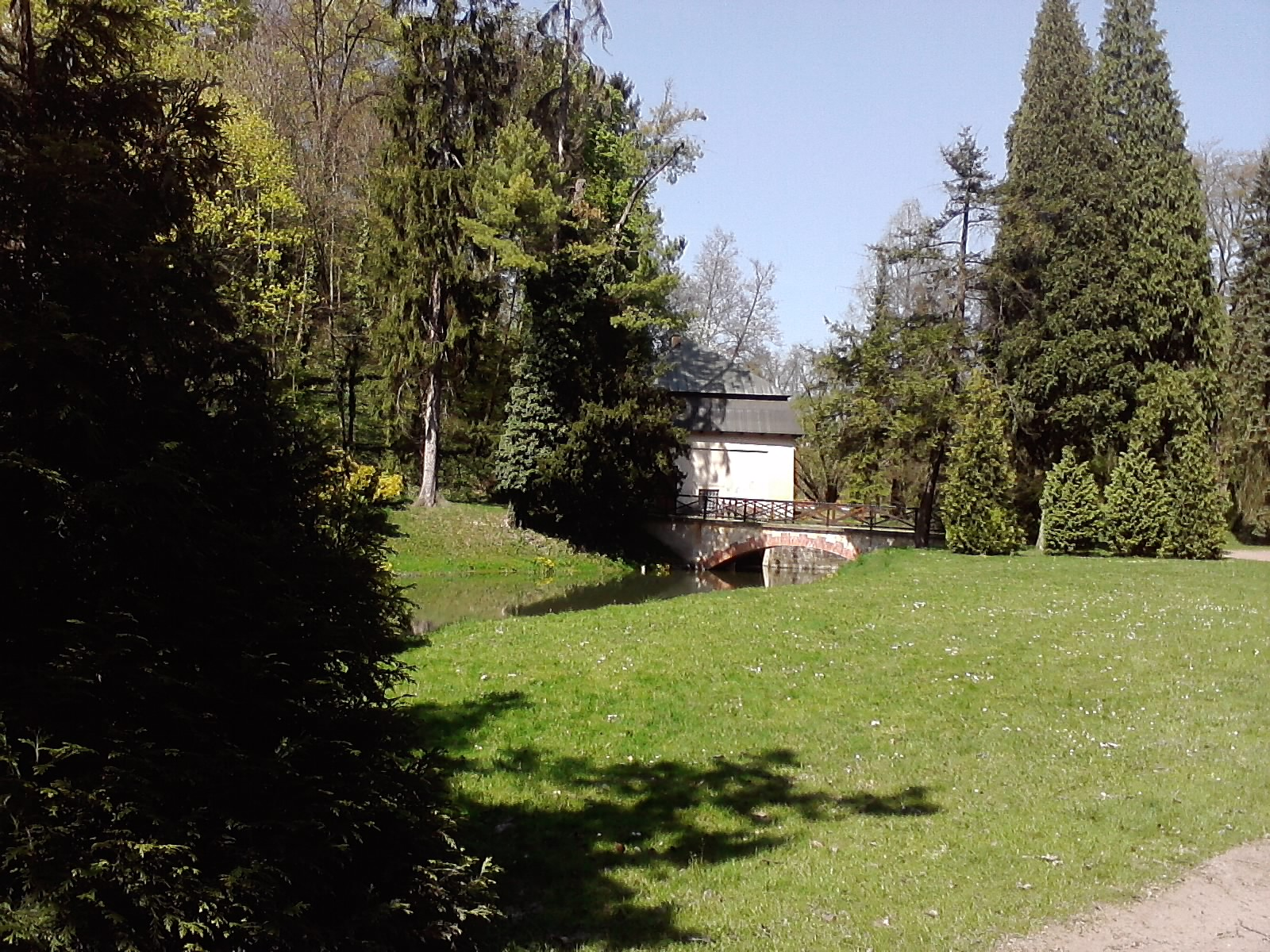
Okolí spodního rybníka
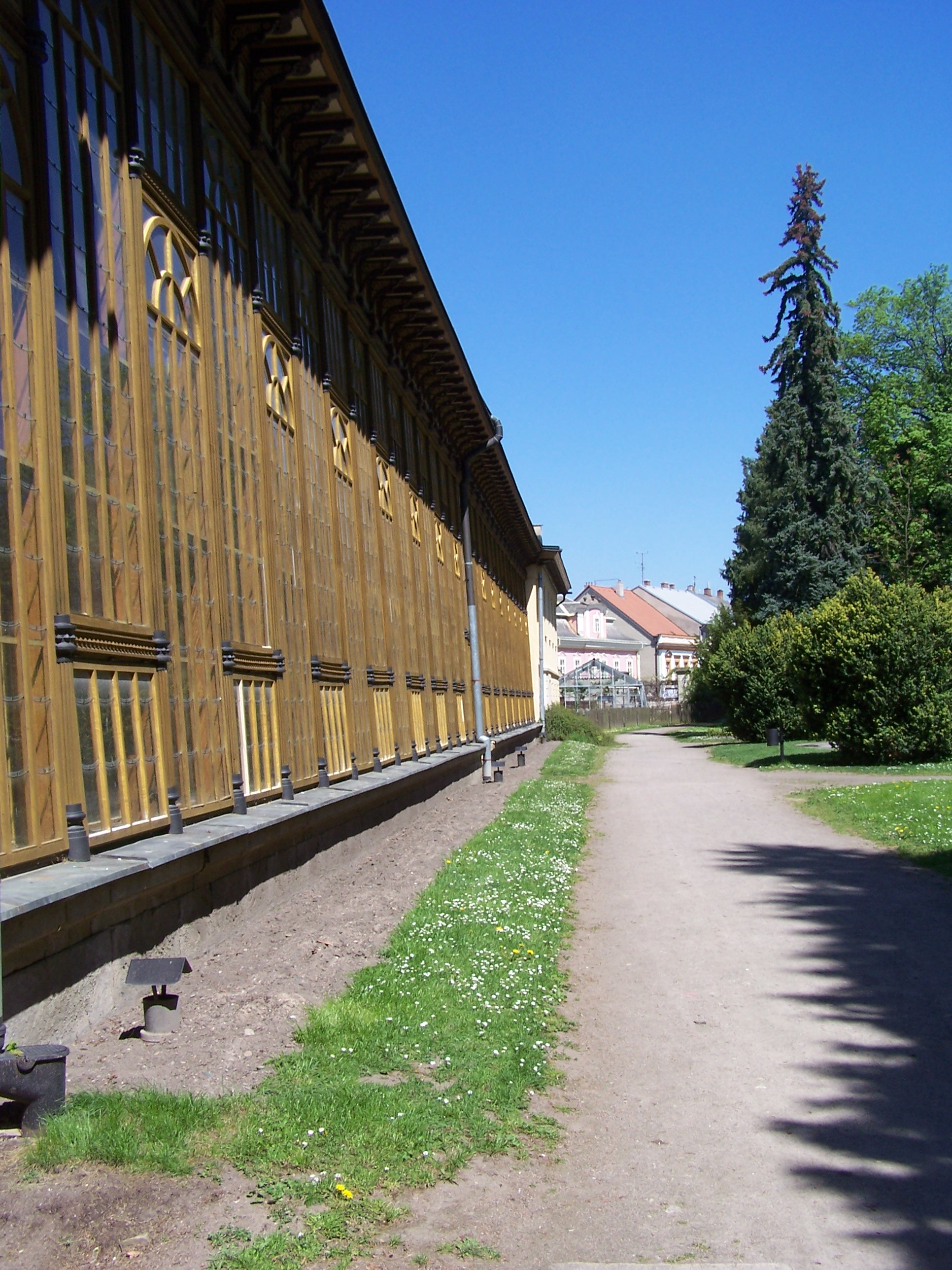
Pohled na palmový skleník
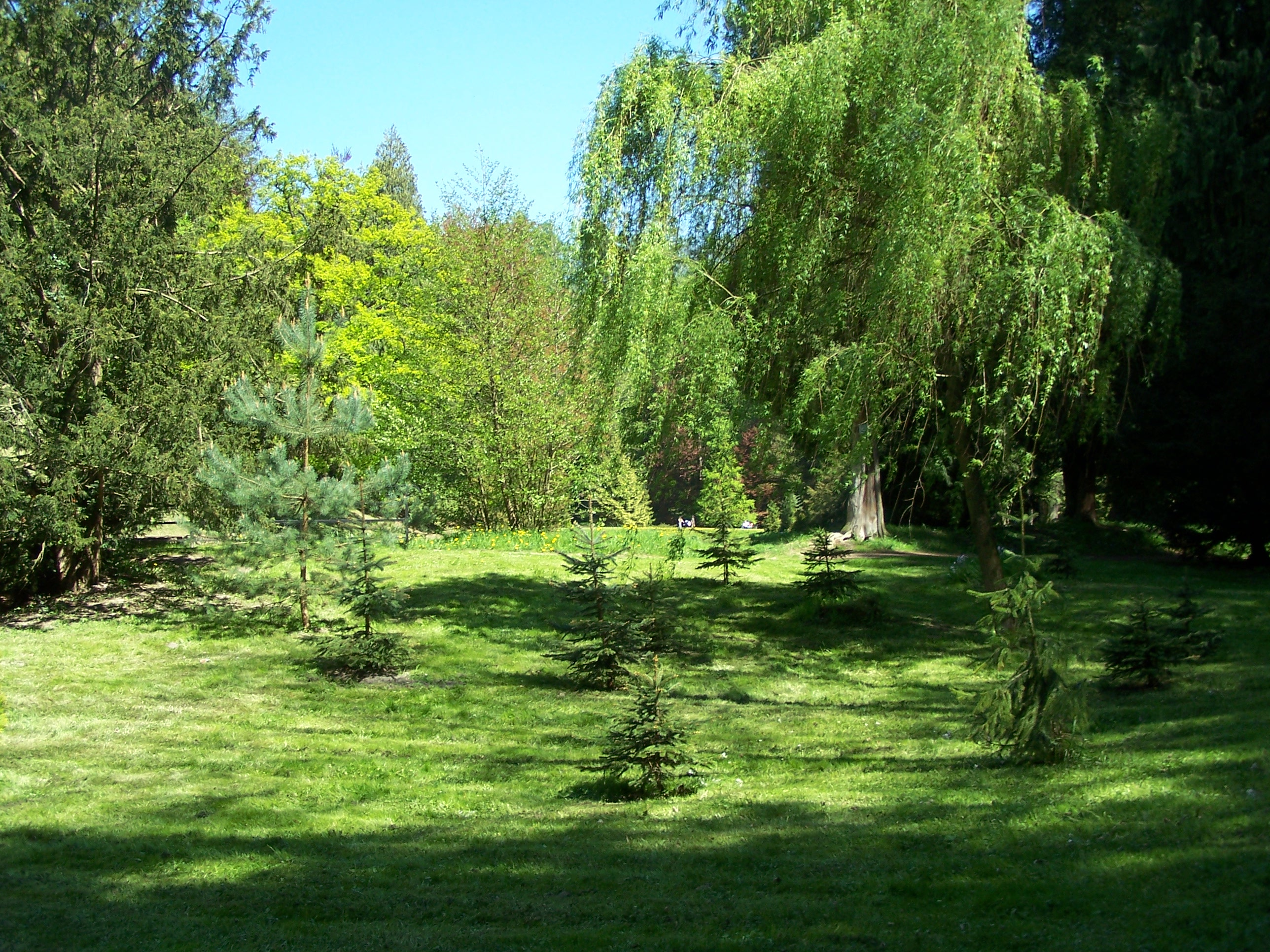
Stromový porost v parku
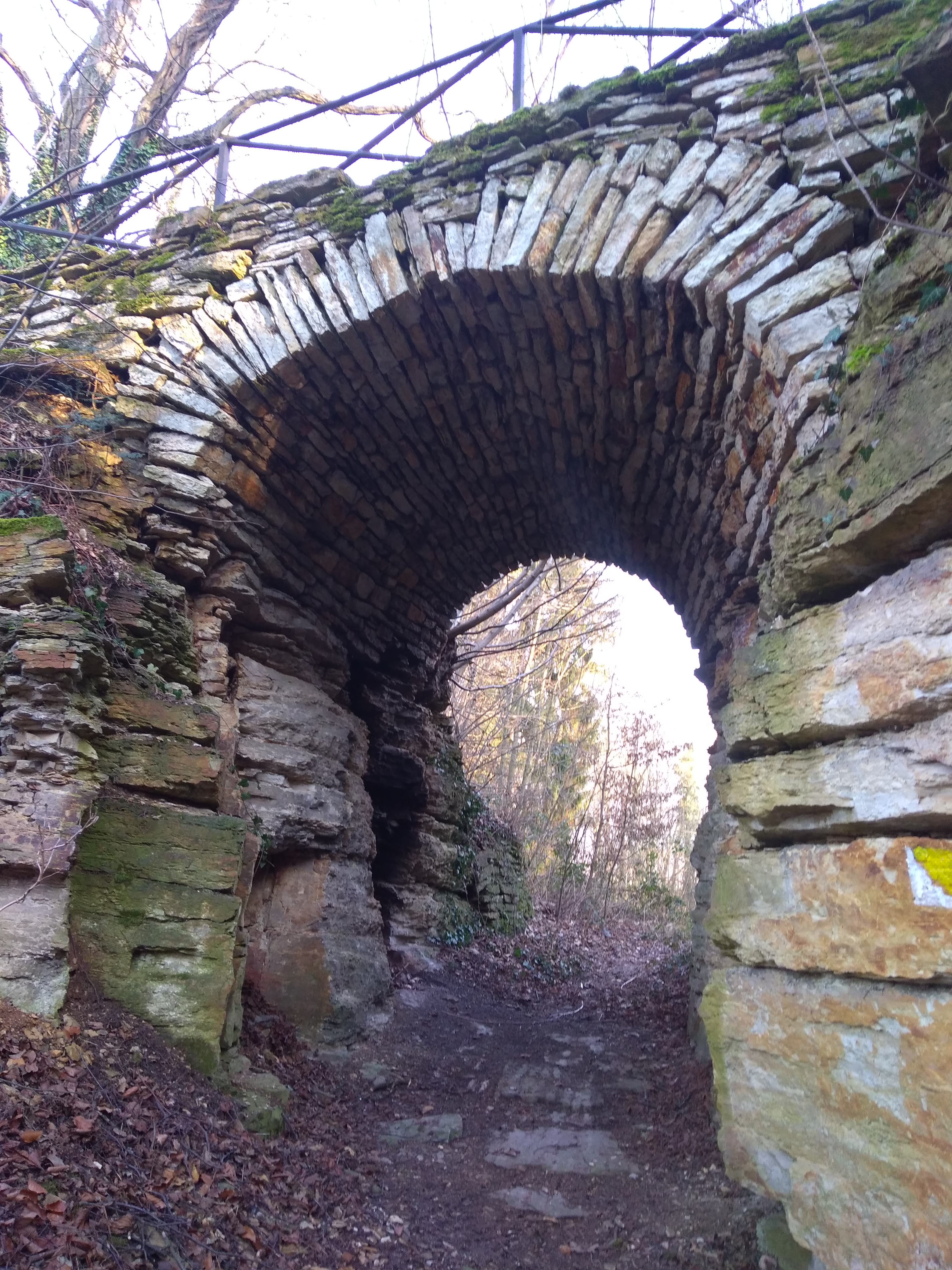
Zbytky staveb v tzv. starém parku
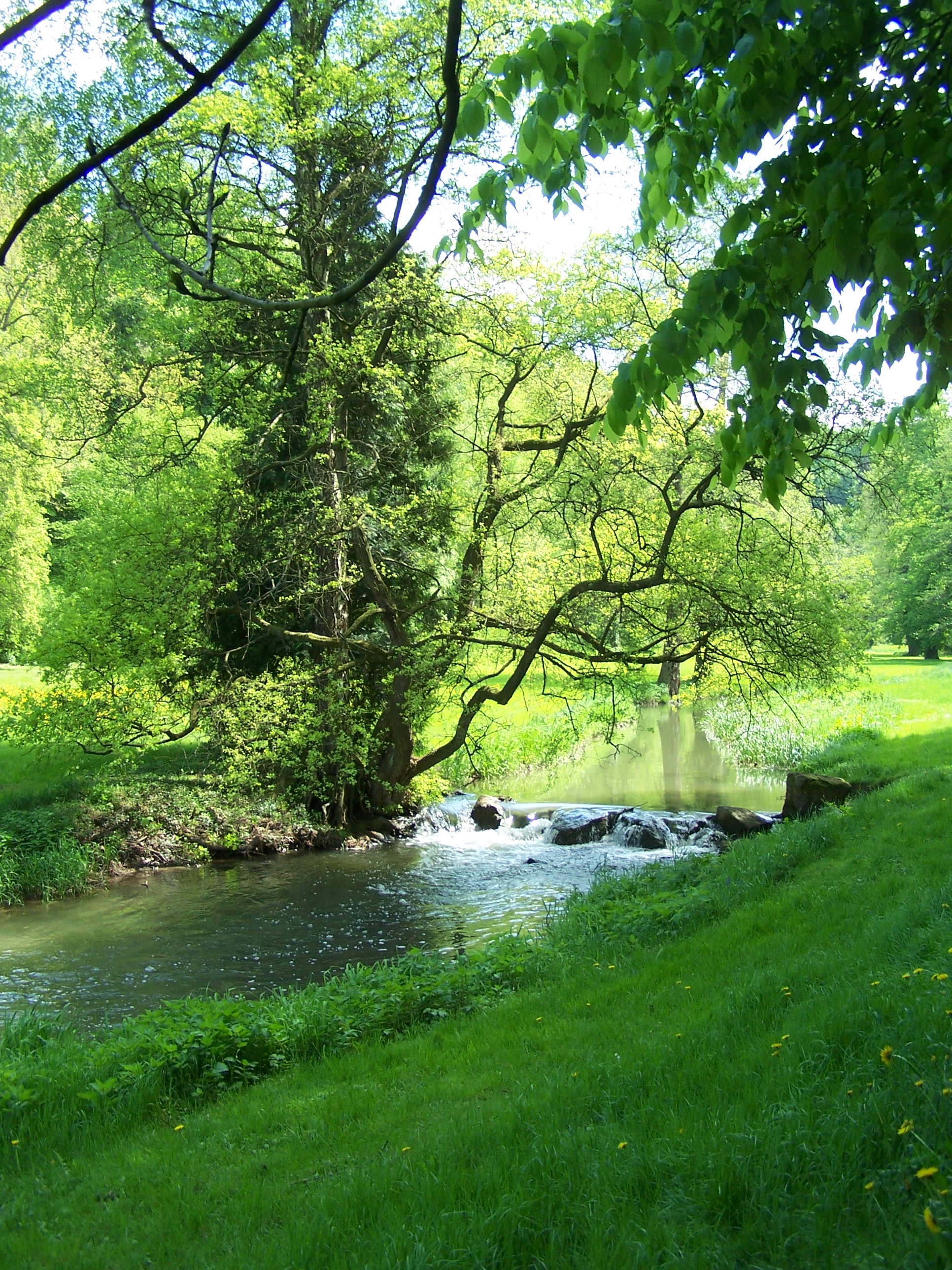
Pohled na Zlatý potok
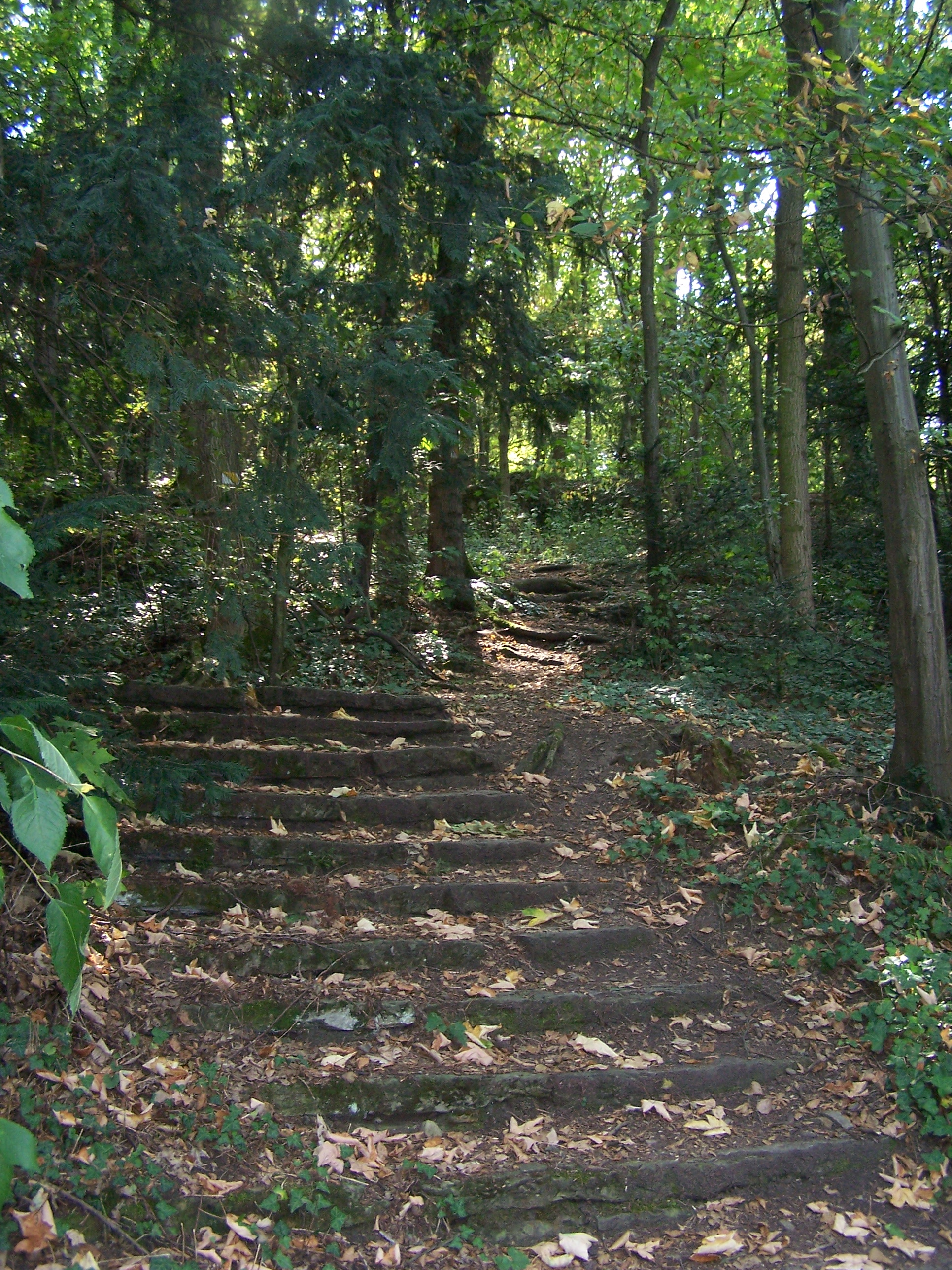
Kamenné schody spojující starý park s novým parkem
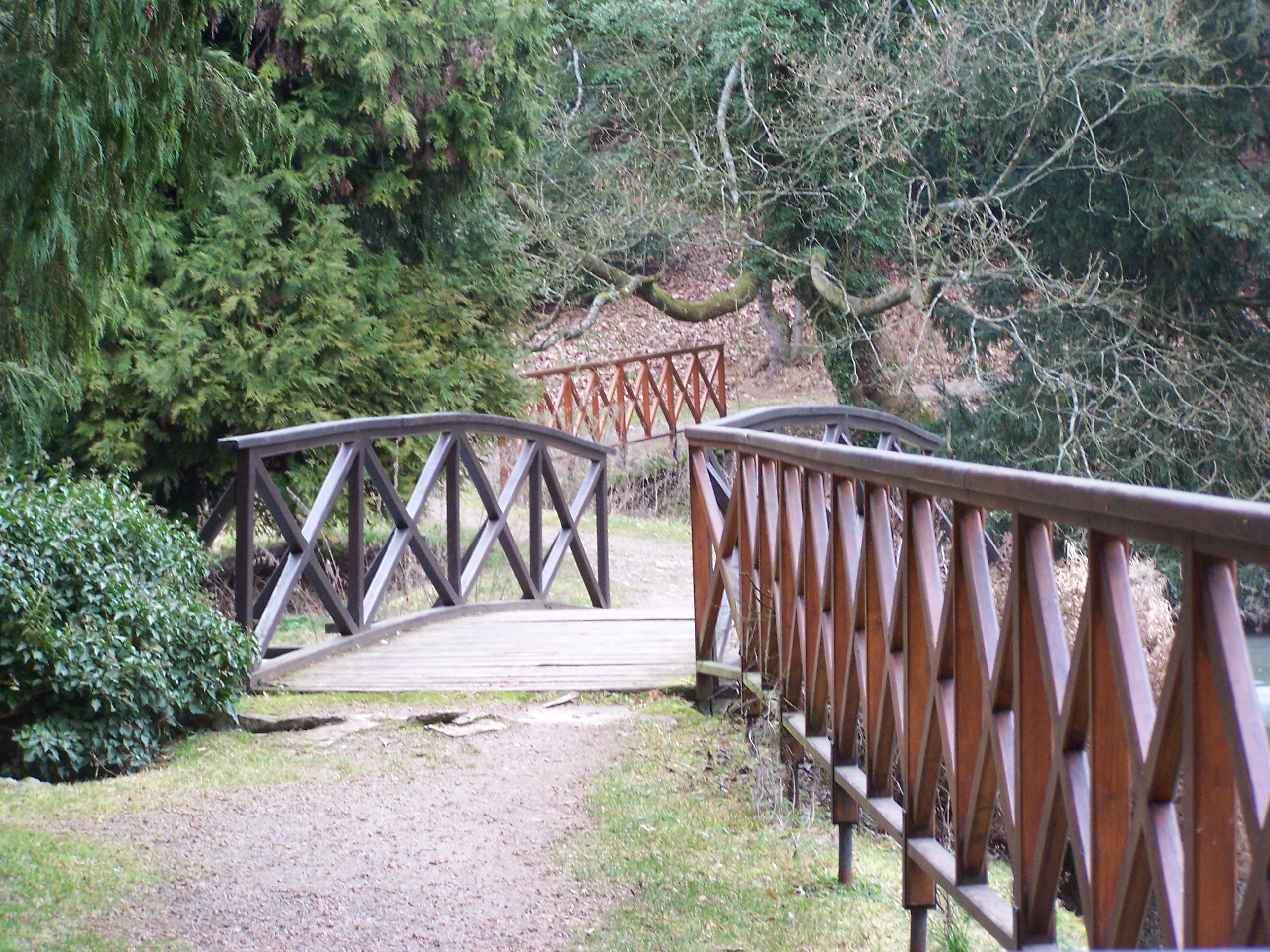
Mostky na dolním rybníku